# Удеманс, Иоанн Теодор
Иоанн Теодор Удеманс (Johannes Theodorus Oudemans) — голландский энтомолог.

## Биография
Родился в 1862 году. 
С 1880 по 1887 год изучал зоологию и ботанику и за диссертацию «Bijdrage tot de Kennis der Thysanura en Collembola» (Амстердам, 1887) получил степень доктора. 
С 1885 по 1894 год состоял ассистентом при Зоологическом институте, с 1888 по 1892 год приват-доцентом и с 1895 по 1900 год консерватором Зоологического музея Амстердамского университета. 
Научные работы Удеманса касаются преимущественно насекомых.

## Публикации
- «Beiträge zur Kenntnis der Thysanura und Collemhola»;
- «Apterygota des indischen Archipels» (сост. часть: «Zool. Ergebnisse einer Reise in Niederl. Ost-Indien», изд. M. Вебером, Лейден, 1890—91);
- «Die accessorischen Geschlechtsdrüsen der Säugethiere. Vergleichend-anatomische Untersuchung» (удост. премии, Natur Verh. v. d. Holland. Maatsch. d. Wetensch., Гарлем 1892);
- «Naamlijst van Nederlandsche Tenthredinidae» (Tijdschr. f. Entomologie, XXXVII, 1893—94);
- «Falter aus castrirten Raupen, wie sie aussehen und wie sie sich benehmen» («Zool. Jahrbücher», XII, 1898, перев. с голландского);
- «De. Nederlandsche Insecten» (с’Гравенгаге, 1900).